# Ivan Vladislav
Ivan Vladislav byl bulharský car v letech 1015–1018. Roku 1015 zavraždil svého bratrance Gabriela Radomíra a prohlásil se carem. Záhy po získání titulu nechal zabít i Gabrielovu manželku Irenu a také oslepit jejich nejstaršího syna. Nadále, podobně jako jeho předchůdci Samuel a Gabriel, vedl válku s byzantskou říší, proti které se pokusil poštvat Pečeněhy, ti ale byli v Podunají poraženi byzantskou armádou.
Vladislav ke konci své vlády držel již pouze některá území v Albánii a Makedonii. Roku 1018 se rozhodl dobýt jaderský přístav Drač, během jeho obléhání byl však zabit, zbytek první bulharské říše se záhy nato rozpadl a byl přičleněn byzantským císařem Basileem II. k byzantské říši. Bulharsko se na dalších více než 150 let stalo byzantskou provincií.